# Titisee-Neustadt
Titisee-Neustadt là một đô thị trong huyện Breisgau-Hochschwarzwald bang Baden-Württemberg in southern thuộc nước Đức. Đô thị Titisee-Neustadt có diện tích 89,66 km², dân số thời điểm 31 tháng 12 năm 2020 là 12.216 người. Đây là thị xã du lịch nghỉ dưỡng và cũng là một trung tâm thể thao mùa Đông.

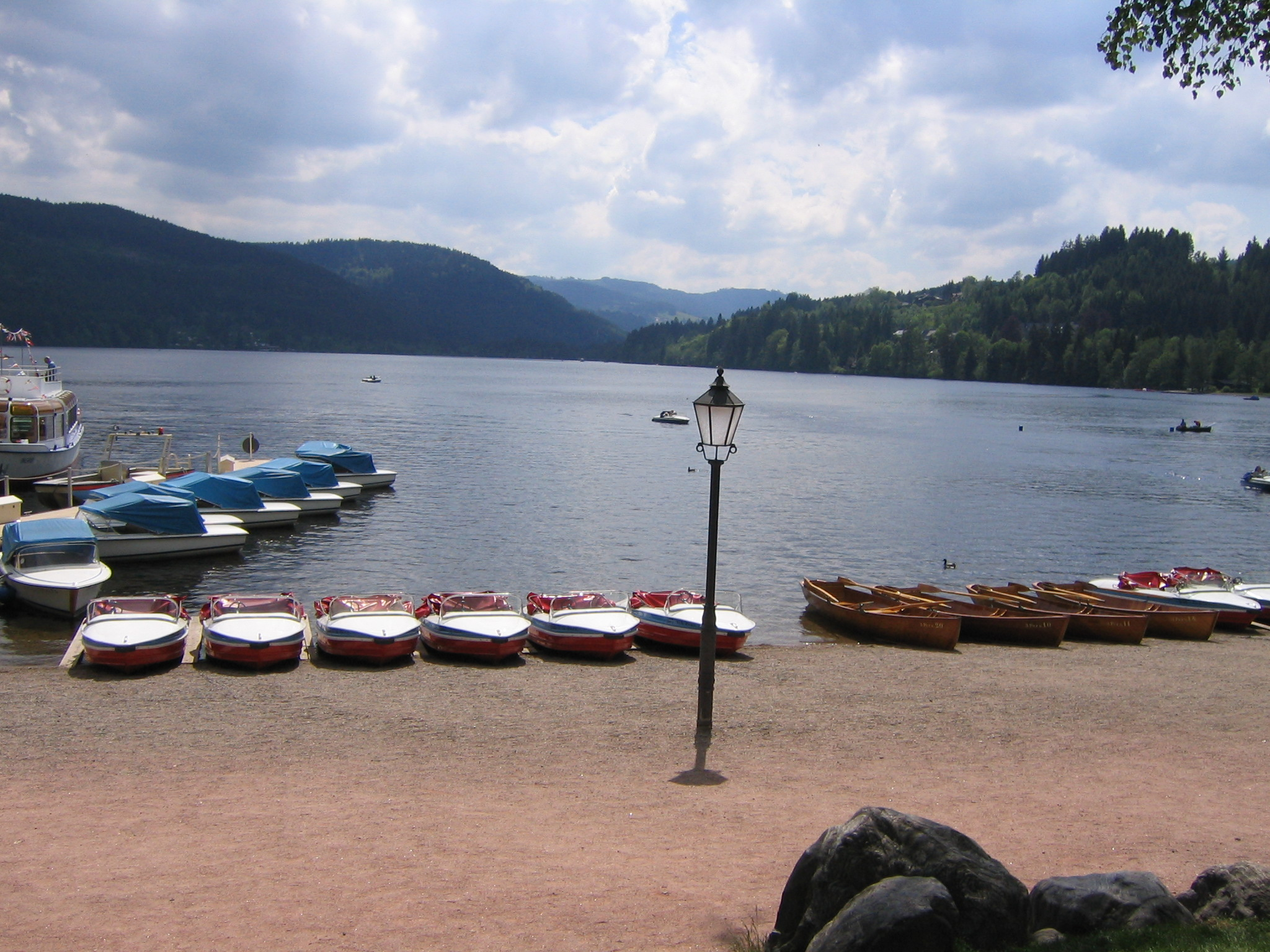
Titisee (bờ bắc)

### Đô thị kết nghĩa
- Coulommiers (Pháp) - từ năm 1971
- Leighton-Linslade (Anh quốc) - từ năm 1991